# Barbacenia tomentosa
Barbacenia tomentosa är en enhjärtbladig växtart som beskrevs av Carl Friedrich Philipp von Martius. Barbacenia tomentosa ingår i släktet Barbacenia och familjen Velloziaceae. Inga underarter finns listade.